# USS Experiment (1832)
De USS Experiment met tewaterlatingsjaar 1832 was een schoener van de United States Navy die gedurende de jaren 1830 en 1840 dienstdeed als kustwacht. Tevens werd ze ingezet als onderzoeksschip voor de Amerikaanse kust en in de wateren van West-Indië.

## Geschiedenis
De "USS Experiment" werd gebouwd in 1831 op de Washington Navy Yard en na haar tewaterlating in april 1832 zeilde ze uit voor een testreis naar de Chesapeake Bay met luitenant William Mervine als bevelhebber.
Tot zo ongeveer de helft van 1833 kruiste ze langs de Atlantische Oostkust tussen Boston, Massachusetts en Charleston, South Carolina. Na haar herstellingen te Norfolk, Virginia, zeilde ze naar West-Indië en keerde naar New York in juni 1835 terug.
Gedurende haar resterende drie jaar van haar dienstjaren, werd ze dikwijls ingezet voor onderzoekingstaken. Vanaf 1839 tot 1848, toen ze werd verkocht, deed ze nog dienst als ontvangstschip in de haven van Philadelphia, Pennsylvania.